# Thalassia Periochi Thrakis
Thalassia Periochi Thrakis este o arie protejată (sit de importanță comunitară — SCI) din Grecia întinsă pe o suprafață de 75.756,28 ha, integral marine.

## Localizare
Centrul sitului Thalassia Periochi Thrakis este situat la coordonatele 40°48′56″N 25°37′53″E / 40.815475°N 25.631407°E.

## Înființare
Situl Thalassia Periochi Thrakis a fost declarat arie specială de conservare în baza directivei 92/43 din 1992 referitoare la conservarea habitatelor naturale și a faunei și florei sălbatice pentru a proteja 5 specii de animale.

## Biodiversitate
Situată în ecoregiunea marină mediteraneană, aria protejată nu include niciun habitat protejat.
La baza desemnării sitului se află mai multe specii protejate:
- mamifere (2): marsuin (Phocoena phocoena), delfin mare (Tursiops truncatus)
- pești (1): Alosa fallax
- reptile (2): Caretta caretta, Chelonia mydas

Pe lângă speciile protejate, pe teritoriul sitului au mai fost identificate 1 specie de mamifere, 1 specie de reptile.